# 四明山 (湖南)
四明山，因靠近双牌、祁阳、东安、邵阳四县，故名四明山，又名四望山，位于湖南省衡阳市祁东县县境边缘。

## 旅游景点
主条目：祁东四明山国家森林公园
四明山1996年被批准为县级森林公园，2004年升格为省级森林公园，2014年获评为国家级森林公园。
四明山上还有建于唐初的四明寺，建于明末的腾云祖始殿。

## 军事要地
元朝时期，詹一仔在四明山抗元。
清朝时期，太平天国将领胡有禄在四明山抗清。
民国时期，共产党员王佐在四明山夺枪起义。
1962年，湖南省军区在四明山召开祁东邵阳祁阳东安零陵五县防空联防会议。